# ヴァッテンドルフ
ヴァッテンドルフ (ドイツ語: Wattendorf) は、ドイツ連邦共和国バイエルン州オーバーフランケン行政管区のバンベルク郡に属する町村（以下、本項では便宜上「町」と記述する）で、シュタインフェルト行政共同体を構成する。

## 地理
この村は、バンベルク郡東部、フレンキシェ・シュヴァイツの周縁部、フレンキシェ・ジュラ山地斜面に位置する。

### 自治体の構成
この町は、公式には5つの集落からなる。
- ボーイェンドルフ
- グレーフェンホイスリング
- メーレンヒュル
- シュネーベルク
- ヴァッテンドルフ

## 歴史
ヴァッテンドルフは、古い入植地で、紀元前3000年から1800年頃にはすでに線帯文土器文化がこの地にあった。
文献上で最初に言及されるのは1180年に遡る。当時、この村はメラニエン公領であった。1260年から1274年まで、ヴァッテンドルフはトルーエンディング伯の所領となった。1274年にシトー会のラングハイム修道院に寄贈され、1803年の世俗化までその所有下にあった。時代について、バンベルク司教本部とこの修道院の関係は希薄になっていった。1803年の帝国代表者会議主要決議で、この村はバイエルン領となった。バイエルン王国の行政改革の時代、1818年の自治体令により現在の自治体が成立した。

### 人口推移
この地域の人口は、1970年：753人、1987年：723人、2000年：722人であった。2006年の人口は、わずか708人となっている。

## 行政

### 紋章
紋章は、青地に左を向いた銀の鷲、向かって右側には、脚付き金杯から金の司教杖が突き出ている。
鷲と地色の青は、1248年までヴァッテンドルフの領主であったアンデクス＝メラニエン伯を示す。脚付き金杯と司教杖は、トルーエンディング伯からシトー派修道会ラングハイム修道院への贈り物を示す。

## 経済と社会資本

### ビール醸造所
ヴァッテンドルフには、現在、2つの小さな家内醸造所、ヒュープナー醸造所とドレーメル醸造所がある。

## 引用
1. ↑  https://www.statistikdaten.bayern.de/genesis/online?operation=result&code=12411-003r&leerzeilen=false&language=de Genesis-Online-Datenbank des Bayerischen Landesamtes für Statistik Tabelle 12411-003r Fortschreibung des Bevölkerungsstandes: Gemeinden, Stichtag (Einwohnerzahlen auf Grundlage des Zensus 2011)
2. ↑  Bayerische Landesbibliothek Online